# Lingua jutlandica
La lingua jutlandica o dello Jutland (Danese: jysk o, in lingua antica, jydsk) è lingua scandinava orientale, parlata nella penisola dello Jutland, in Danimarca.
I dialetti dello Jutland vengono generalmente, raggruppati nel seguente modo:
- Jutlandico
  - Nørrejysk (dialetti settentrionali)
    - Vestjysk (Nørrejysk occidentali)
    - Østjysk (Nørrejysk orientali)

  - Sønderjysk (dialetti meridionali)

In realtà le variazioni linguistiche sono più complicate ed è possibile distinguere almeno una ventina di dialetti separati nello Jutland. Generalmente, i dialetti orientali sono più vicini al Danese Standard, mentre i Sønderjysk sono i più differenti.
Oggigiorno, gli antichi dialetti, legati ad un mondo rurale, stanno lasciando il passo a nuove varianti, più simili al danese standard.